# Municipio de Dyer (condado de Saline)
El municipio de Dyer (en inglés: Dyer Township) es un municipio ubicado en el condado de Saline en el estado estadounidense de Arkansas. En el año 2010 tenía una población de 1754 habitantes y una densidad poblacional de 12,11 personas por km².

## Geografía
El municipio de Dyer se encuentra ubicado en las coordenadas 34°38′10″N 92°47′47″O / 34.63611, -92.79639. Según la Oficina del Censo de los Estados Unidos, el municipio tiene una superficie total de 144.79 km², de la cual 144,79 km² corresponden a tierra firme y (0 %) 0 km² es agua.

## Demografía
Según el censo de 2010, había 1754 personas residiendo en el municipio de Dyer. La densidad de población era de 12,11 hab./km². De los 1754 habitantes, el municipio de Dyer estaba compuesto por el 97,83 % blancos, el 0,97 % eran afroamericanos, el 0,11 % eran amerindios, el 0,23 % eran asiáticos, el 0,29 % eran de otras razas y el 0,57 % eran de una mezcla de razas. Del total de la población el 0,97 % eran hispanos o latinos de cualquier raza.